# كورفيتنكابيتان
كورفيتنكابيتان، باختصار: KKpt / في القوائم: KK، (بالإنجليزية: Corvette captain)‏   ) هو أدنى رتبة من رتب كبار الضباط ( (بالألمانية: Stabsoffizier Rang)‏    ) في القوات البحرية الألمانية  / القوات المسلحة الألمانية ( بونديس فير ).   

## رتبة الشارة والتصنيف
علامة الشارة لرتبة كورفيتنكابيتان، التي تلبس على الأكمام والكتفين، هي نجمة خماسية فوق ثلاثة خطوط (أو حلقات على الأكمام ؛ بدون النجمة عندما يتم ارتداء حلقات المرتبة). 